# Vermaning (Den Burg)
De Vermaning is een 18e-eeuwse doopsgezinde kerk, oorspronkelijk gebouwd als schuilkerk, in Den Burg op Texel.

## Geschiedenis
Vanaf circa 1530 waren er doopsgezinden op Texel. In ieder geval waren er in 1742 twee doopsgzinde kerken in Den Burg, namelijk een Friese aan de Kogerstraat en een Vlaams-Waterlandse aan de Nieuwstraat; deze laatste werd in 1772 verkocht. In 1882 werd de kerk uitgebreid, waarbij de eerste steen gelegd werd door Herman Bakels op 15 juli van dat jaar.
In 1976, kreeg de kerk de status van rijksmonument en werd zij officieel opgenomen in het monumentenregister.

## Bouw
De Vermaning werd gebouwd achter de rooilijn als schuilkerk en heeft een T-vormige plattegrond. In de dwarsarm bevond zich een doorlopende galerij die later is verwijderd.
Onkarakteristiek voor een doopsgezinde kerk is het kloktorentje dat op het dak van de dwarsarm werd geplaatst in de 19e eeuw. In 1882  zijn er enige aanbouwen gerealiseerd.

### Orgel
Het kerkgebouw beschikt over een tweeklaviers orgel, dat in 1876 gemaakt werd door Pieter Flaes (1812-1889).
Dispositie
- Hoofdwerk (C-f3)
  - Bourdon 16
  - Prestant 8
  - Octaaf 4
  - Quint 2 2/3
  - Octaaf 2
  - Mixtuur III B
  - Cornet IV D
- Nevenwerk (C-f3)
  - Salicionaal 8
  - Holpijp 8
  - Viola di Gamba 8
  - Roerfluit 4
- Pedaal (C-d1)
  - Bourdon 16
- Koppels
  - I + II
  - P + I
  - P + II
- Speelhulpen
  - Tremulant

## Afbeeldingen

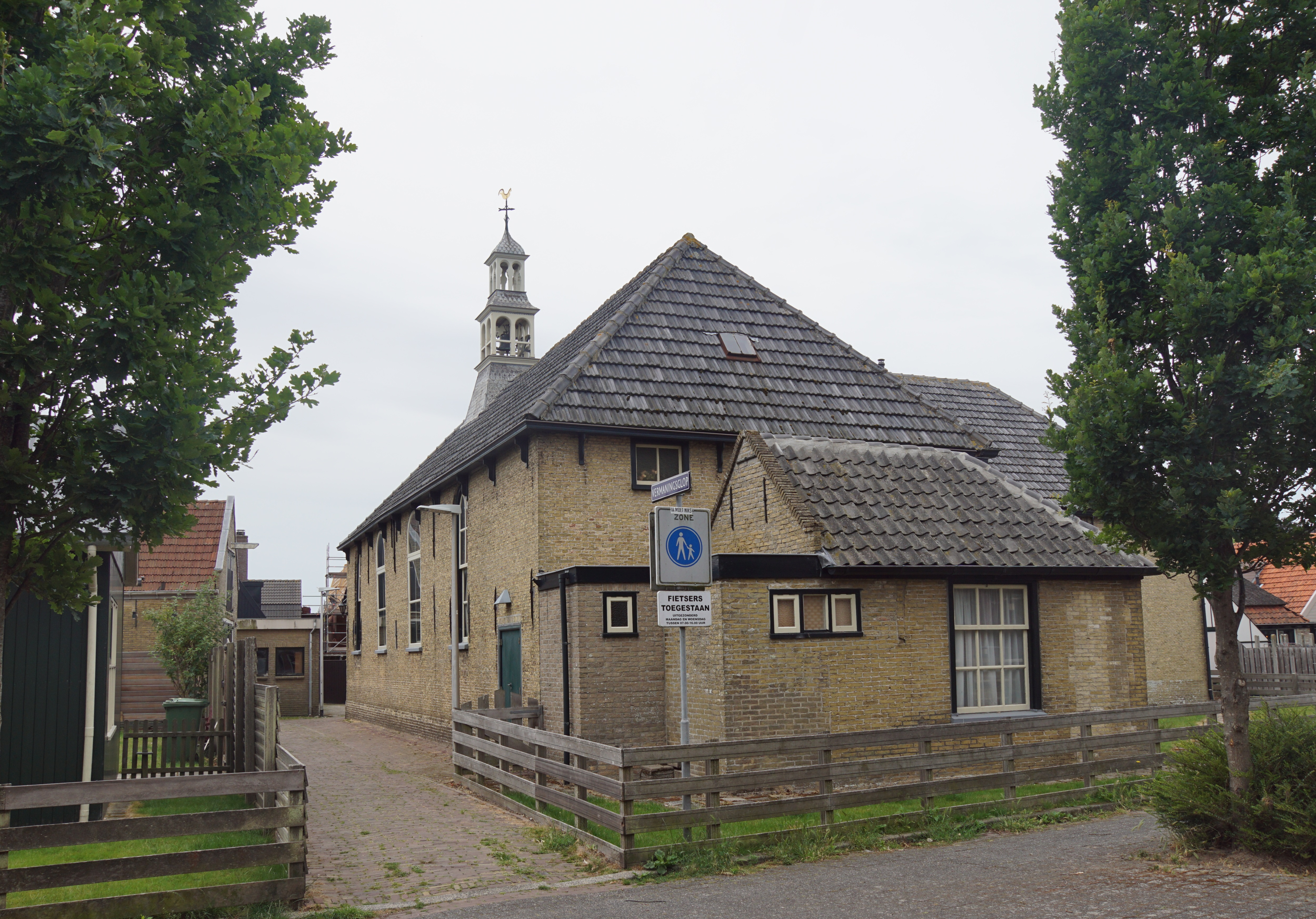
Vanuit het oosten.
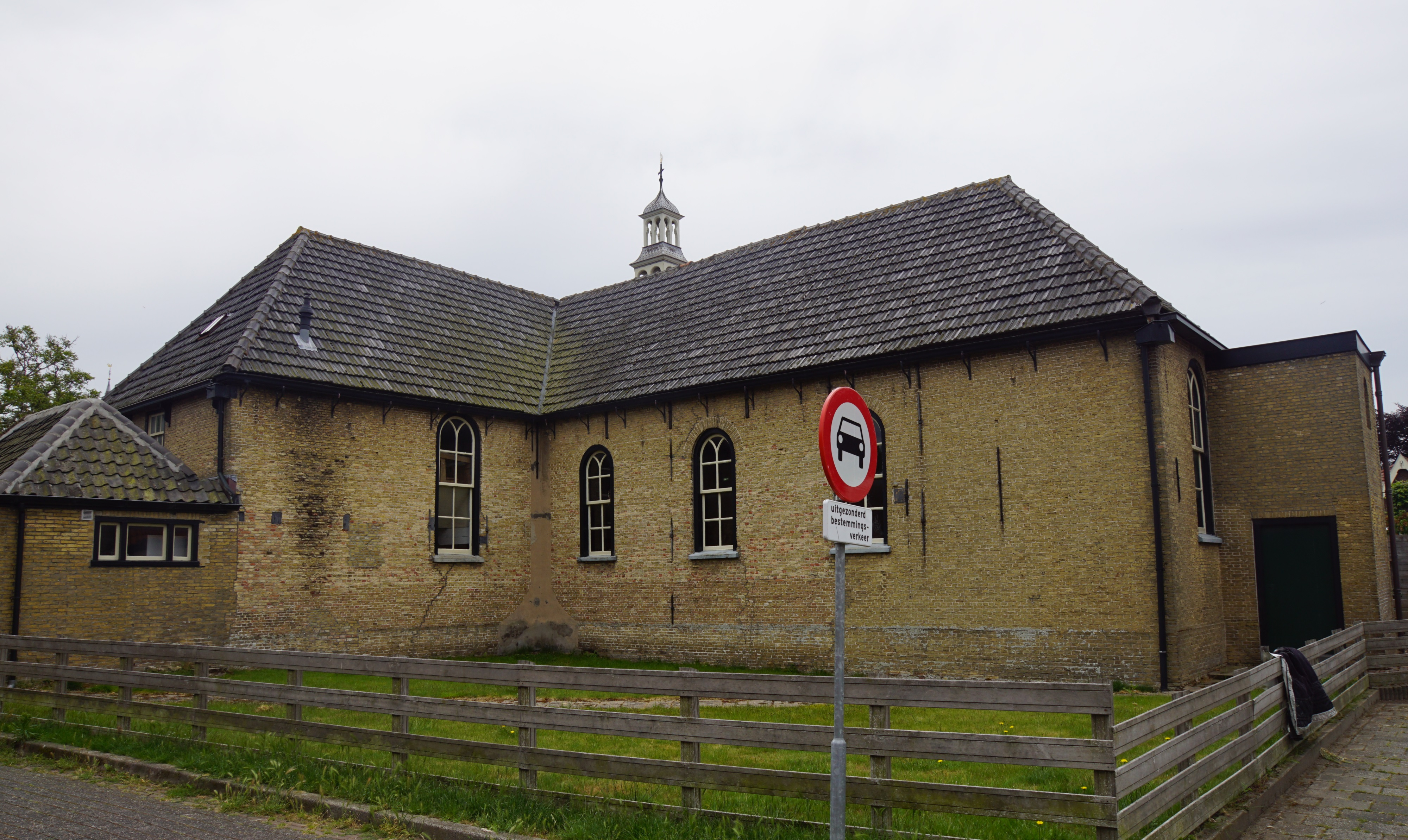
Vanuit het noorden.
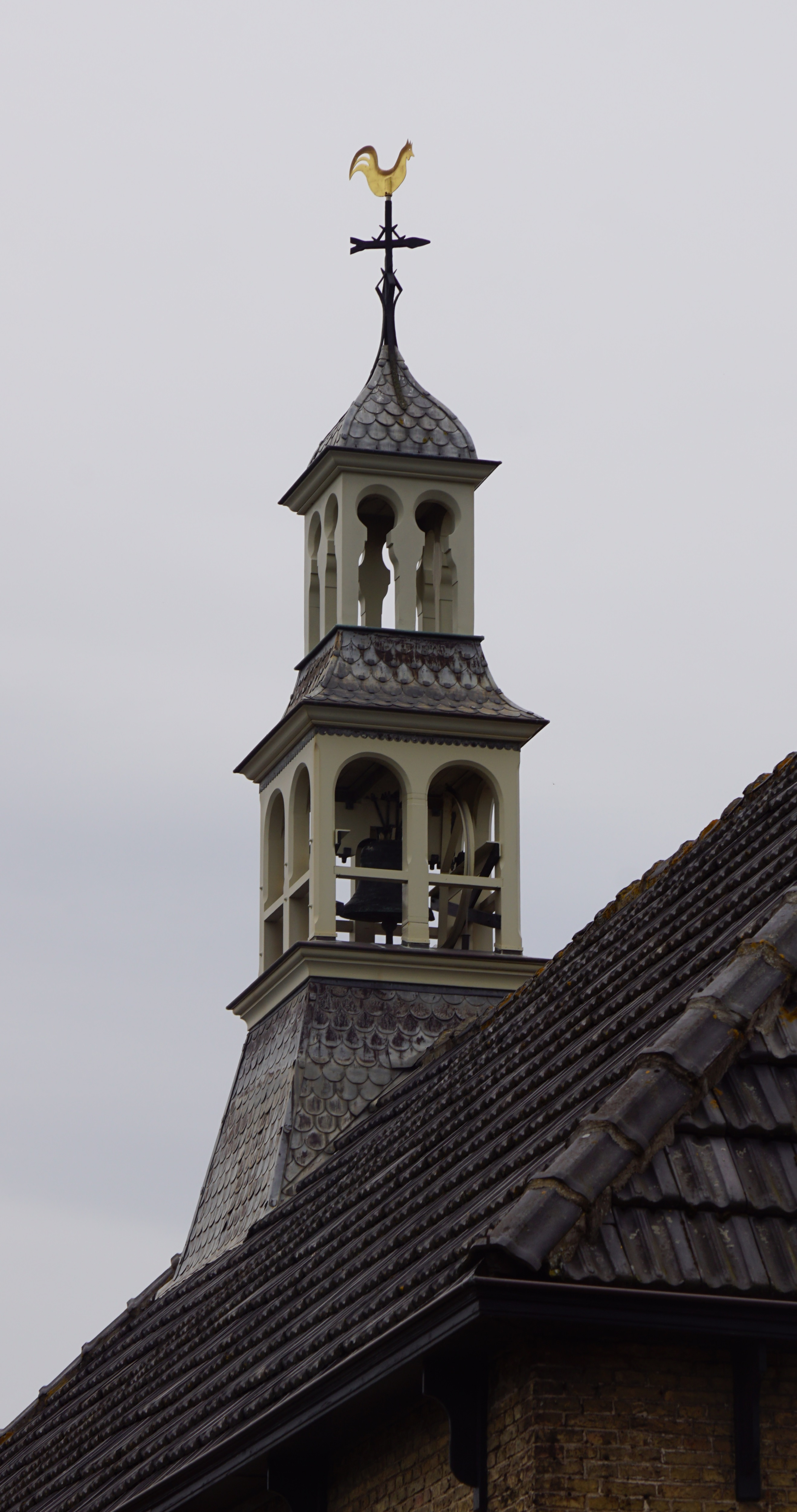
Het torentje.